# كاسترا
الكسترا (باللاتينية: castra، ومفردها: castrum)، أو المعسكر الروماني، هو مصطلح لاتيني استعمل في روما القديمة للإشارة إلى المنشآت والتحصينات التي تبنى لاستعمالها قواعد عسكرية. ظهر المصطلح ببدايته في اللغتين الأوسكانية والأمبرية، وكلاهما من اللغة الإيطاليقية. وقد كانت تعني باللاتينية القديمة «مخيَّما عسكرياً ضخماً»، وقد كان يمكن أن تعنى بالمصطلح مخيَّمات السير إلى المعركة والمنشآت المؤقتة والحصون الدائمة. وقد كان تصغير مصطلح الكاسترا هو كاستيلوم (castellum) الذي يشير إلى الحصون الأصغر حجماً، التي غالباً ما كانت تشغلها قوات الاحتياط، أما الفيالق النظامية فلم تكن تسكنها إلا نادراً. من المصطلحات الأخرى التي استعملها الإغريق القدماء لوصف حصون الكاسترا الرومانية: praesidium («موقع حراسة») وstratopedon («مخيم للجيش») وphrourion («حصن»).

## اشتقاقات المصطلح
هناك العديد من المصطلحات العربية التي يمكن أن تستعمل كترجمة لكلمة «كاسترا» وهي: «عزبة عسكرية رومانية»، «معسكر روماني»، «ثكنة رومانية» أو «قلعة رومانية». لكن حافظنا على كلمة «كاسترا» لأنها مصطلح تاريخي اعتمده المؤرخون ليدل على النظام المحدد بالتصميم العسكري اليوناني القديم.
وفقًا لما يقوله العالم اللغوي جوليوس بوكورني، في كتابه بعنوان «قاموس الاشتقاقات الإنكلو ألمانية»، فإن الجذر «قص» (kes، بقاف حلقية) هو مصدر كلمة «كاستروم» والتي لها معنى «عقار»، أو «بقعة أرض ممتلكة» وكانت هذه الكلمة في اللغة اللاتينية - في أغلب الظن- تُعبّر آنذاك عن عقار أو بقعة أرض ممتلكة محاطة بسور أو بجدار حجري أو خشبي. وما يؤكد ذلك استخدامها بهذا المعنى في بعض النصوص من ضمنها أعمال المؤرخ كورنيليوس نيبوس.
ويبني معجم التراثي الأميركيعلى ما اقدم به نيبوس ليعرف كاستروم كأرض محجوزة أو «مقطوعة» للإستخدامات العسكرية، ويمكن أن تكون قاعدة بأكملها، أو يمكن أن تكون مبنىً واحداً محصّناً، ومن هذه الأخيرة جاءت الكلمة الإنجليزية «كاسل» (castle، وتعنى «قلعة») وهي مأخوذة من كلمة كاستيلوم (castellum، وهي تصغير كلمة كاستروم). في اللغة اللاتينية، يستخدم مصطلح كاستروم كثيراً وبشكل متكرر كإسم مميز للمواقع الجغرافية، مثلا: كاستروم البوم، وكاستروم إنوي، وكاسترو فيرجيوم.
وتشير كلمة كاسترا في صيغة الجمع إلى مجموعة من المباني. باعتبار أنها كانت على هيئة مجموعة من الخيم في السابق، والتي كانت تُصنع من جلود الحيوان أو أقمشة الملابس، وتشير الصيغة المفردة «كاستروم» إلى خيمة واحدة، بنفس معنى صيغة الجمع لمجموعة من الخيام. وقد ضمت معظم القواعد الدائمة الأشخاص في ثكنات من الخيام التي كانت توضع بأشكال رباعية الزوايا ومفصولة عن بعضها البعض بعدة شوارع. وهنا يكون معنى المصطلح كاسترا مخيماً متنقّلا، أو مخيماً مؤقتا، أو مخيماً دائما، أو مخيماً محصنا، أو قلعة، والتي دائماً ما يُقصد بها مخيّم عسكري ضخم.
وقد كان يستخدم الجمع من هذه الكلمة كإشارة لأسم مكان، مثل كلمة كاسترا كورنيليا، ومن صيغ الجمع للكلمة ذاتها ظهرت بعض أسماء الأماكن الإنجليزية على هيئة «كاستر» أو «تشستر» ملحقات مثل أسماء مدينتي لانكستر وونشستر.
من أشهر الكلمات اللاتينية المركبة لكلمة كاسترا هي:
- كاسترا تاتيفا: تكنة عسكرية دائمة
- كاسترا إستيفا: معسكر صيفي
- كاسترا هيبرنا: معسكر شتاء
- كاسترا نافاليا أو كاسترا نيتيكا: معسكر للبحرية
- كاستروريم فيليوس، التي استخدمت من قبل الإمبراطور كاليقولا كما استخدمها الأباطرة من بعدهم.

«كاسترو»، مشتقة من «كاستريوم»، لقب عائلي إسباني معروف، وأيضا اسم لمكان في إسبانيا، والدول المتحدثة بالإسبانية، وإيطاليا والبلقان، اما بنفس الاسم أو بأسماء مركبة مقل أرقيروكاسترو (راجع مقالة كاسترو).

## أنواع الكاسترا

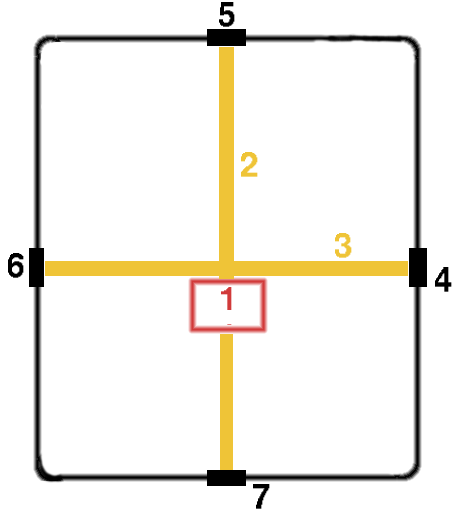
فكرة مبسطة لكاستروم رومانية:
1) الأساسية،
2) فيا براتوريا (ممر براتوريا)،
3) فيا بريرينسيباليس (ممر أساسي)،
4) بورتا برينسيباليس ديكسترا (بوابة رئيسية)،
5) بورتا براتوريا (بوابة براتوريا)،
6) بورتا برينسيباليس سينيسترا (بوابة سينسيسترا)،
7) بورتا ديكومانا (بوابة خلفية)

أشهر أنواع الكاسترا هو المعسكر، وهو عبارة عن تكثة عسكرية مصممة لإيواء وحماية الجنود وعتادهم ومؤنتهم عندما لا يكونون في حالة قتال أو حالة هجوم. القوانين تفرض على الوحدة الرئيسية في ساحة القتال أن تعود إلى منطقة معسكر منشأ بعناية كل يوم. «في حال قيام الجيش بالتحرك للقتال في أرض العدو، لا يبدؤون القتال حتى يضعون حائطا لمكان معسكرهم، ولا تكون مبنية بشكل مستعجل، أو غير متساوية، أو مقامة بشكل رديء، أو تكون امكان الإقامة فيها مقامة بعشوائية، لكن إذا حدث أن كانت تضاريس الأرض غير متساوية، يجب أن تسوّى، ويجب أن تكون الثكنة على شكل مربع القياس، ويكون النجارون جاهزون، وبأعداد كافية، بأدواتهم، ليعدوا المباني للجيش» لهذه الغاية يقوم المقاتلون يحملون تجهيزات والمعدات اللازمة لبناء المعسكر في قافلة العربات وعلى ظهور العسكر
كانت المخيمات والمعسكرات مسؤولية الوحدات الهندسية التي تتخصص وتنتمي إلى عدة أنواع، يرأسها مهندس معماري "رئيس المهندسين"، والذي يطلب بشكل رسمي من الجنود العمل اليدوي كما هو مطلوب. ويمكنهم مغادرة المخيم أو المعسكر في حال  هجوم  الأعداء لعدد قليل من الساعات. ومن خلال الأسماء، فقد استخدموا على الأغلب تقارير مخططات المخيم أو المعسكر، واختاروا المخيم المناسب للمدة التي ستمضيها الفرقة العسكرية في المخيم، مثل "تيرتيا كاسترا" (مخيم الثلاثة أيام، tertia castra)، "كواترا كاسترا" (مخيم الأربعة أيام، quarta castra)"، إلخ.
كانت «الستاتيفا كاسترا» (المعسكرات الدائمة، stativa castra) هي مخيمات عسكرية دائمة الموقع. ويتم إيواء الجنود الفرعيين في«المخيمات الصيفية» في «صب تينتوريس» (تحت الخيام، sub tentoriis). بالعادة، كان فصل الصيف هو موسم الحملات العسكرية. أما في فصل الشتاء فيعود الجنود المتقاعدون إلى castra hiberna التي تحتوي على ثكنات ومبان من أكثر المواد الصلبة، حيث حلت الأخشاب تدريجيا محل الحجر. يسمح المخيم للرومانين بالراحة وتزويد الجيوش في الميدان. لا جيوش الألمان ولا السلتيك لديهم هذه الإمكانية: فوجدوا أنه من الضروري التفرقة بعد بضعة أيام فقط.

### المصادر والأصول

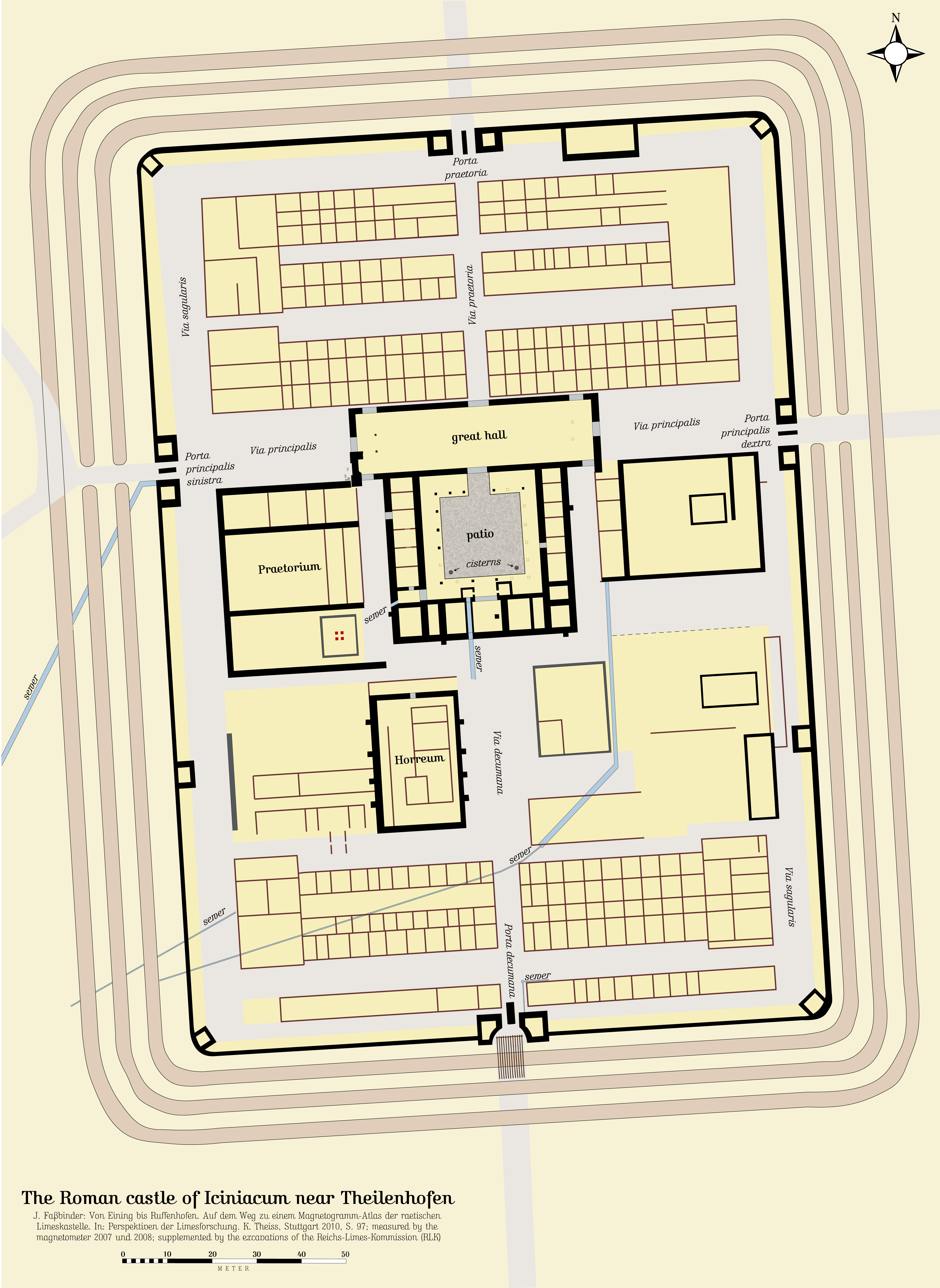
مخطط عالم تموذجي لقلعة رومانية

### الجدار والخندق

رسم للبوابة الأمامية (بورتا برايتوريا) لقلعة "بفنز" الرومانية في ألمانيا

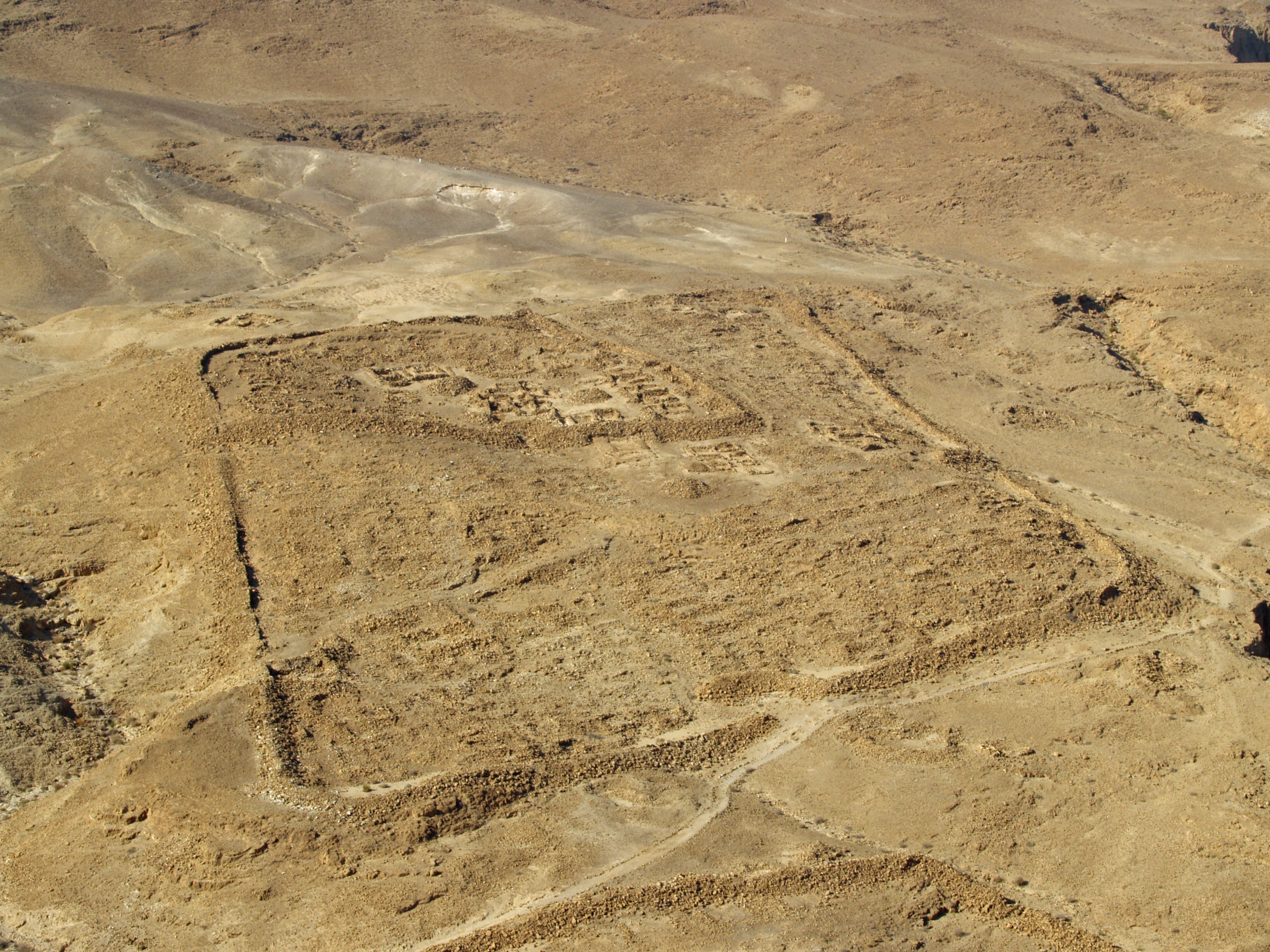
منظر جوي لأثار قلعة ماسادا الرومانية في صحراء فلسطين. لاحظ لمخطط "لعب الورق".

### الشوارع والبوابات والساحات المركزية

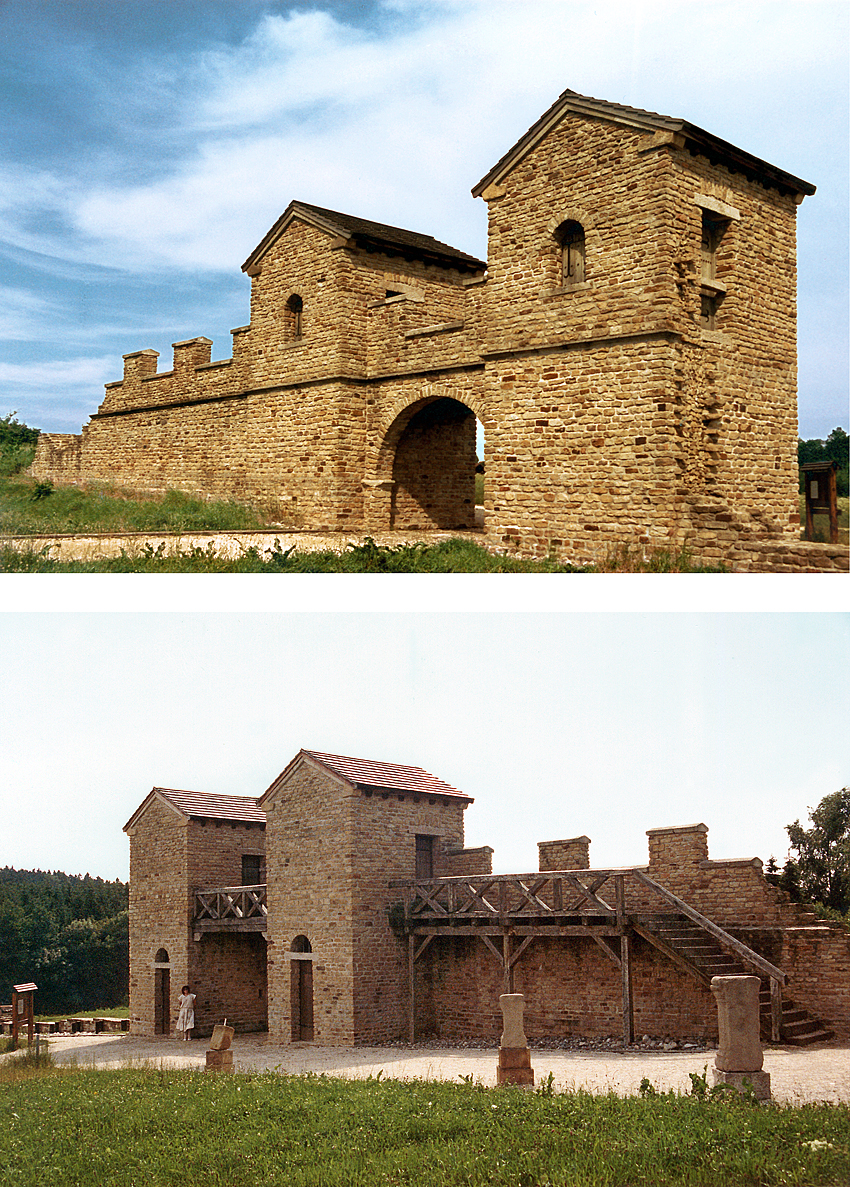
إعادة تمثيل للبوابة الشرقية لقلعة كاسترا ستاتيفا وهي من التحصينات الثابتة والدائمة؟

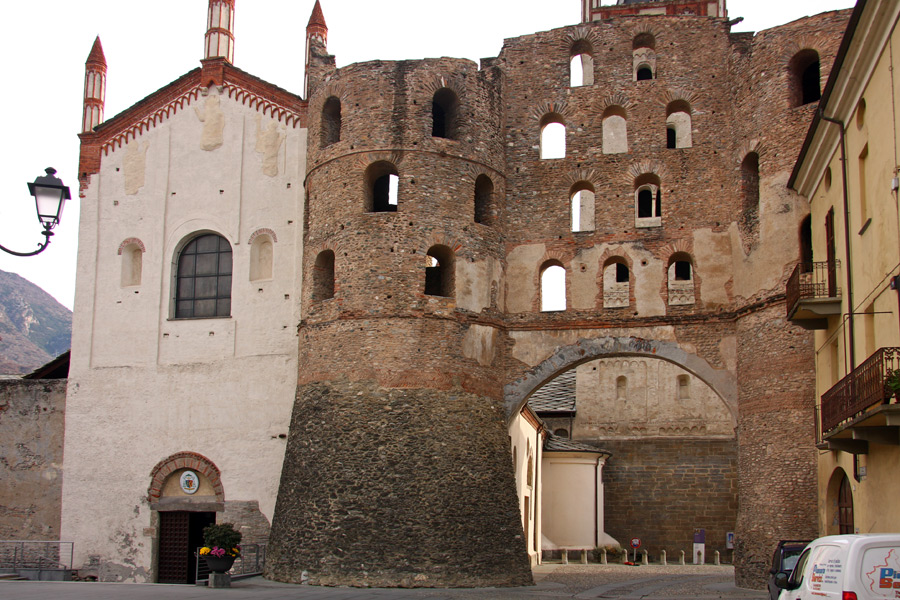
البوابة المسماة "سافويا" في إيطاليا.

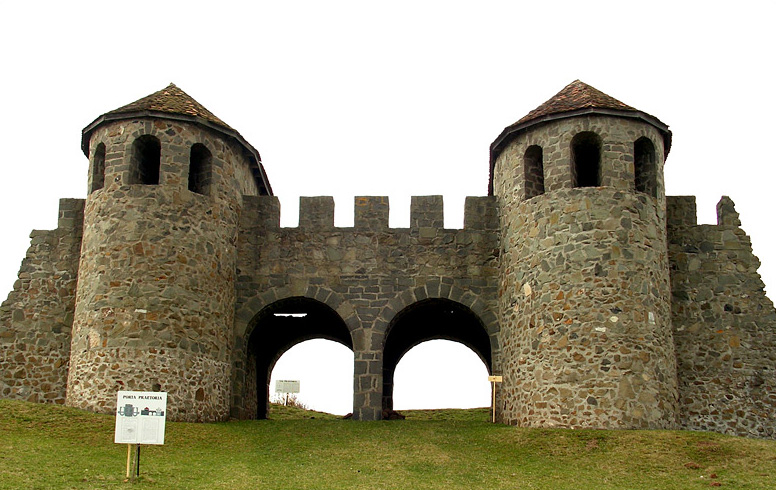
البوابة الرئيسة (بورتا برايتوريا) لتحصينات "داسيا" في رومانيا

### المباني الرئيسية

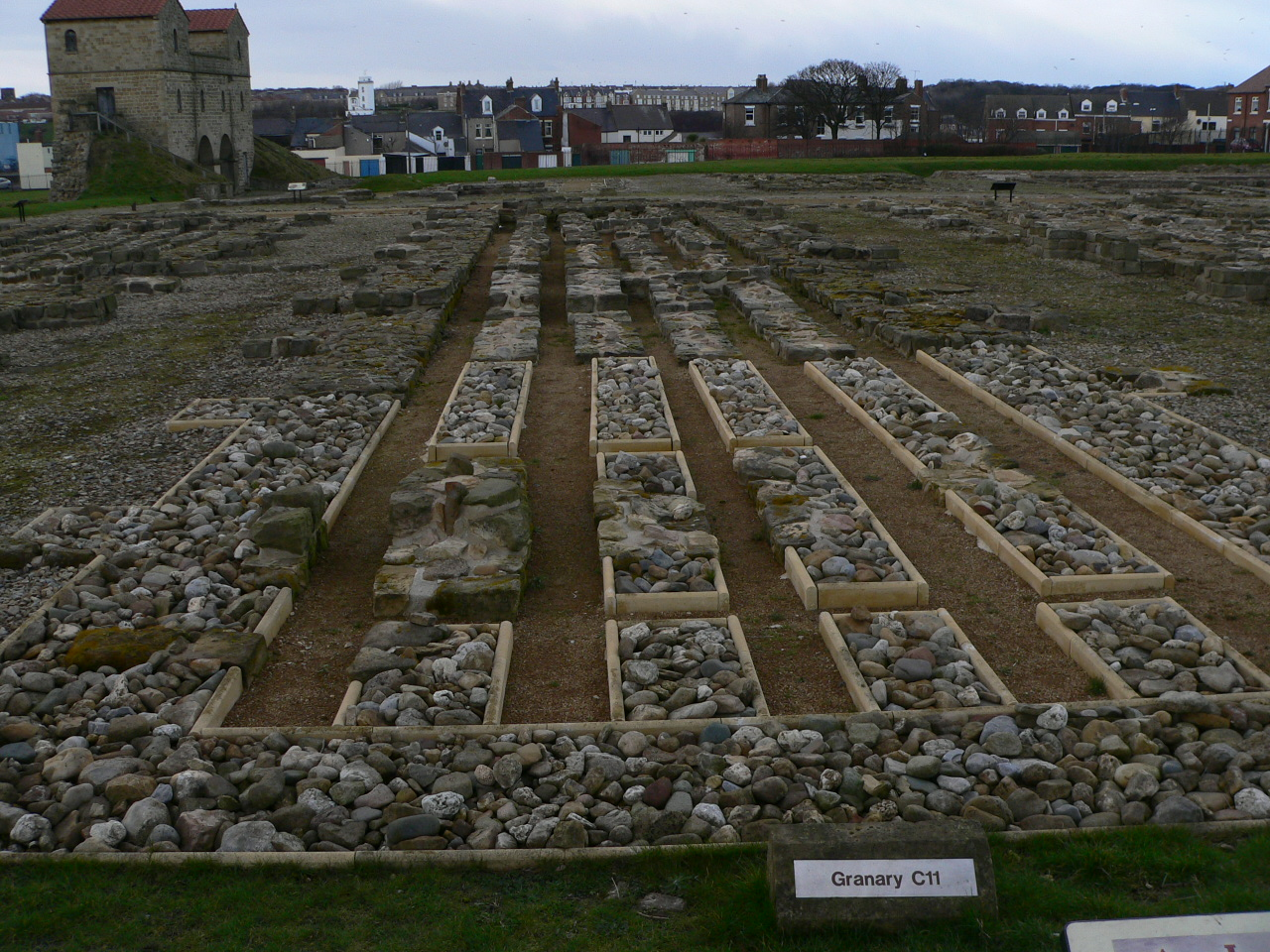
بالرغم من عدم بقاء أثار تذكر لمخازن الحبوب في كاسترا أربيا، إلا أنه يمكن ملاحظة دعامات الأرض الطولية.

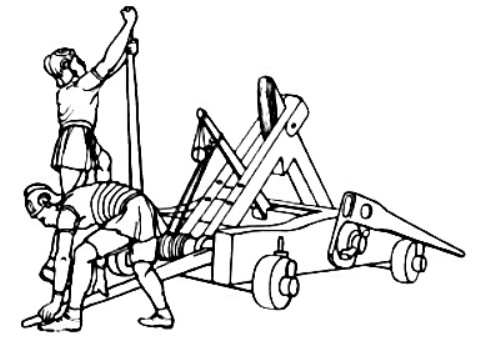
منجنيق روماني

### الثكنات

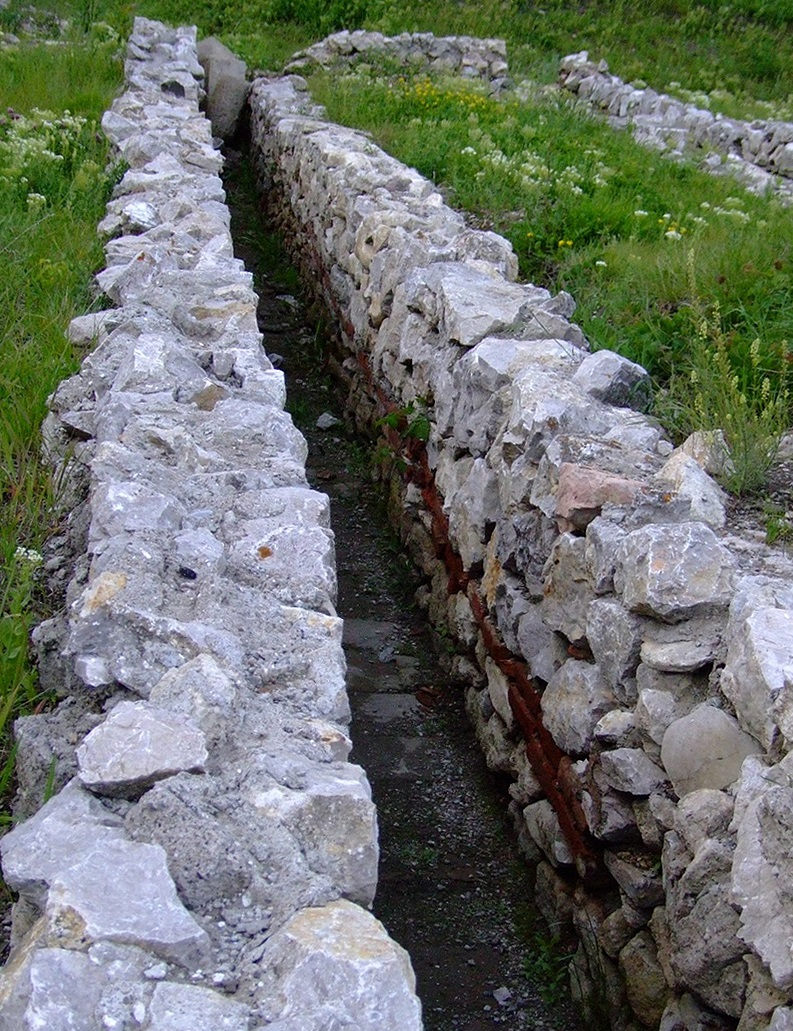
أقنية الصرف الصحي في تحصينات "داسيا" في رومانيا التي وضعت على منحدر لتصرف من الأعلى إلى الأسفل

### الإقليم

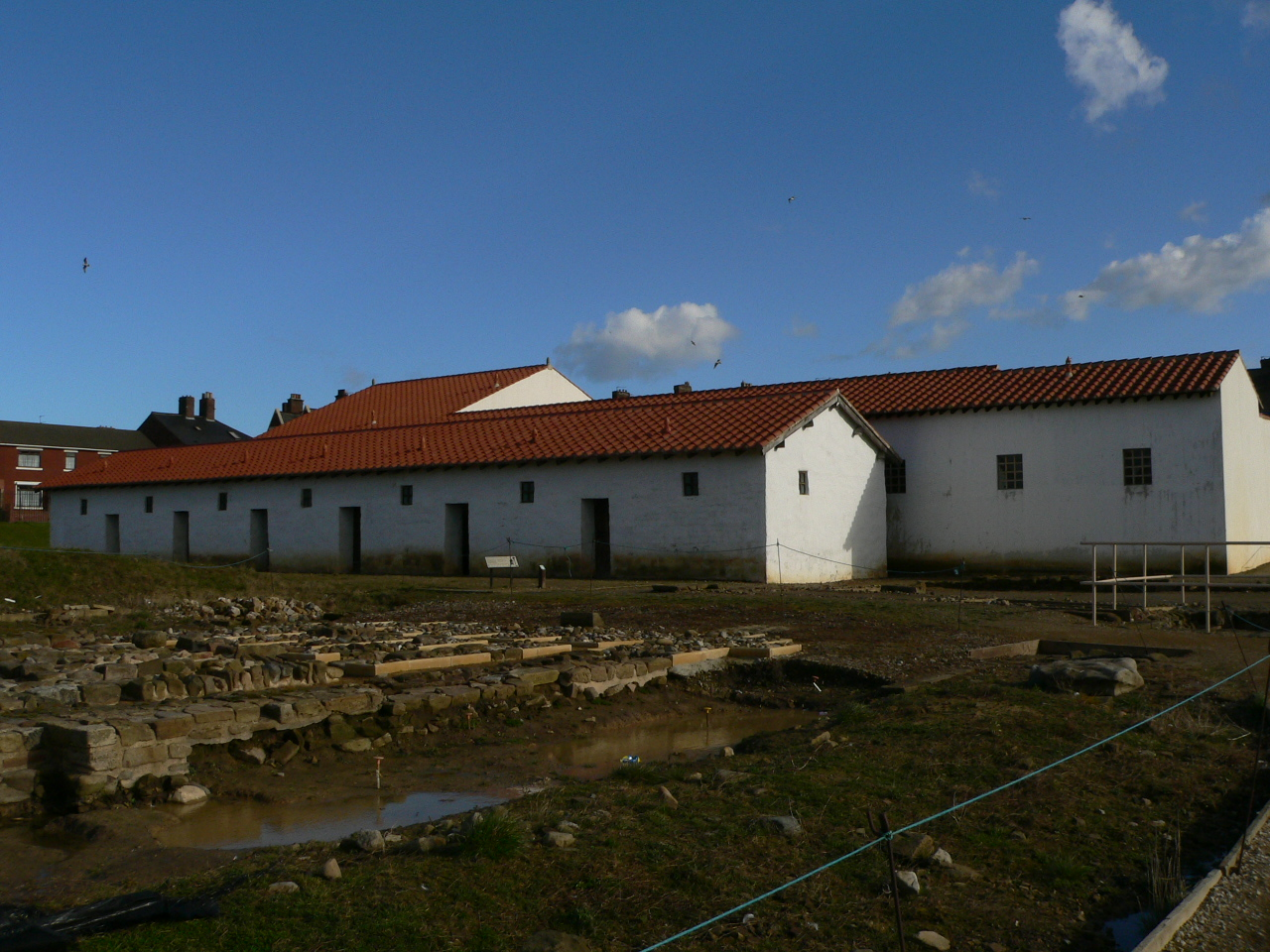
إعادة تمثيل لثكنات كاسترا هيبرنا. وكل باب ظاهر يفضي إلى غرفة كبيرة مجهزة لمنامة لفرقة عسكرية من عشرة أشخاص.

### الحياة الطبيعية

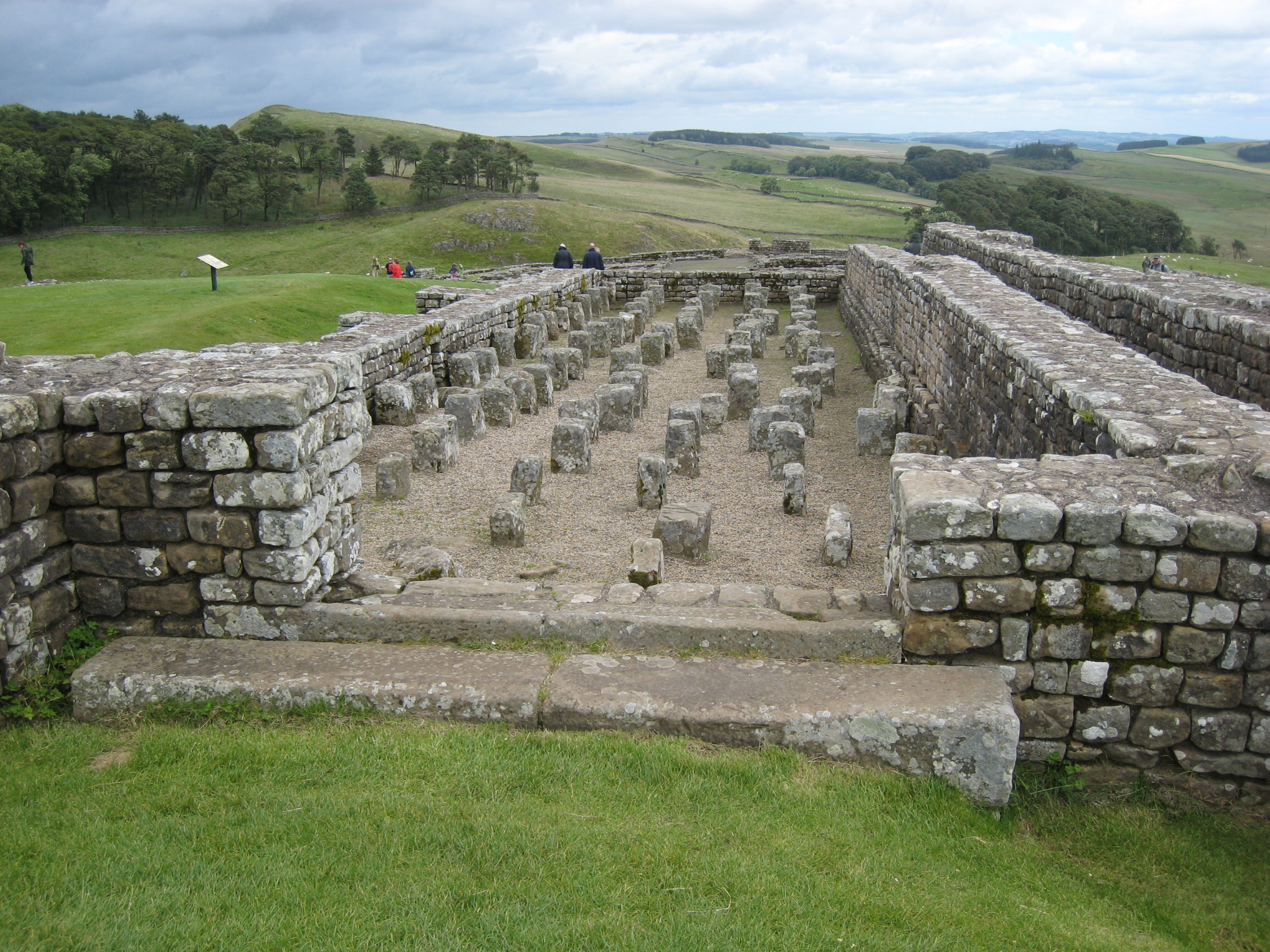
تظهر الصورة عواميد تستعمل لرفع الأرض لإبقاء الطعام جافا وخالي من المعطبات في إهرأت الحبوب

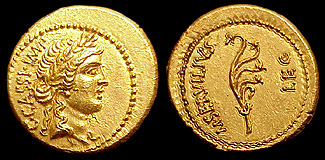
عملة ذهبية (أوروس) من أيام الجمهورية الرومانية المتأخرة

### المهمات العسكرية الخاص

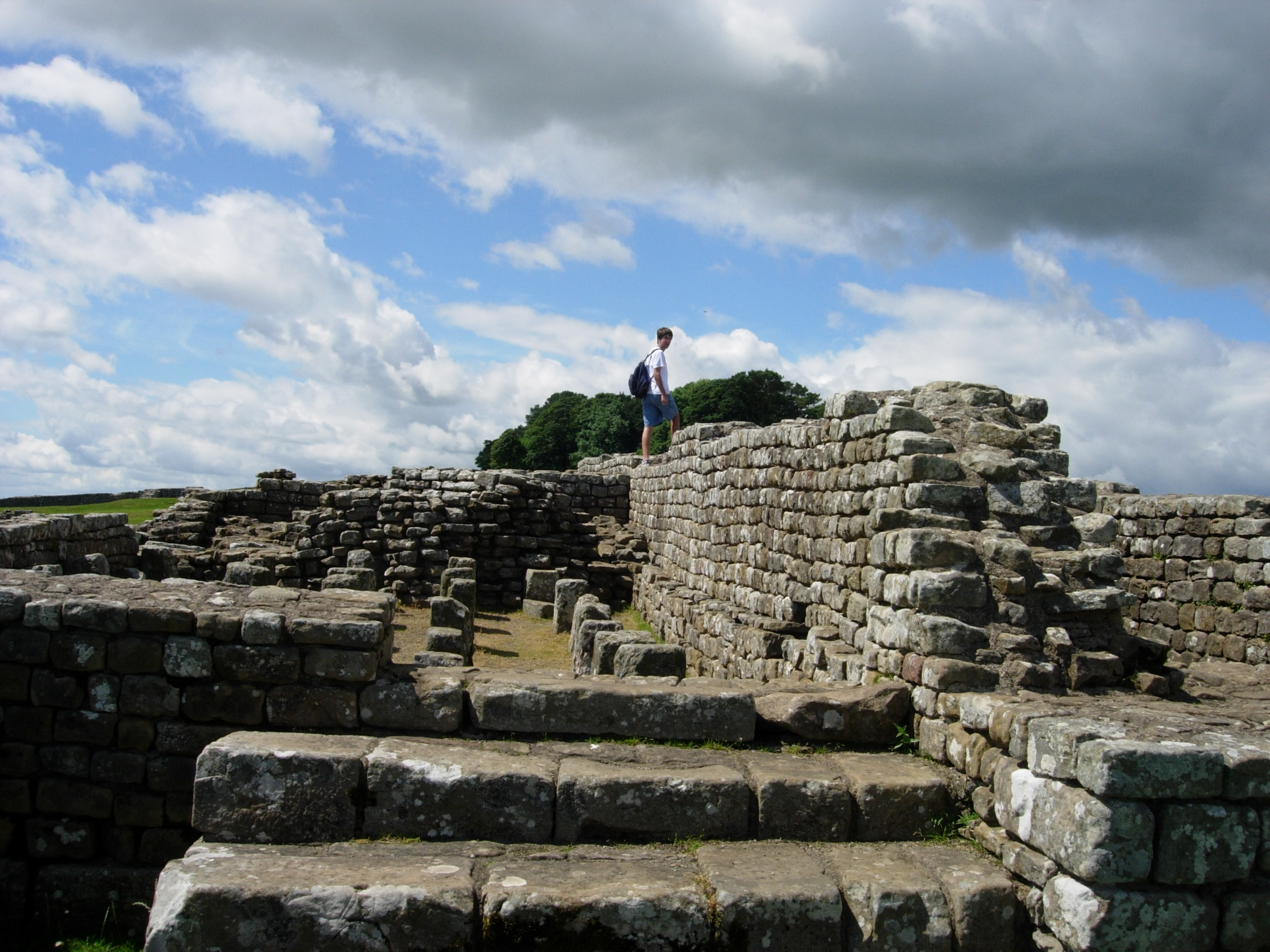
بقايا إهرآت لمساكن هادريان

## تصميم المعسكر